# 5603 Раусудаке
5603 Раусудаке (5603 Rausudake) — астероїд головного поясу, відкритий 5 лютого 1992 року.
Тіссеранів параметр щодо Юпітера — 3,050.
Названо на честь Раусудаке (яп. らうすだけ(羅臼岳) раусудаке).